# Estrecho de Singapur
El estrecho de Singapur (en inglés: Singapore Strait; en chino tradicional, 星加坡海峽; en chino simplificado, 新加坡海峡; pinyin, Xīnjiāpō Hǎixiá; en malayo: Selat Singapura) es un largo estrecho marino del sudeste de Asia localizado en el extremo meridional de la península malaya, entre la isla de Singapur, al norte, y varias de las islas del archipiélago de Riau, pertenecientes a Indonesia, al sur.

## Geografía
El estrecho de Singapur es una vía navegable de aguas profundas que conecta el sur del mar de la China Meridional, al este, con el estrecho de Malaca, al oeste, una ruta obligada para todo el tráfico marítimo que vincula el océano Pacífico y el océano Índico por lo que es una zona de altísima densidad de navegación, ya que proporciona el paso a las aguas profundas del puerto de Singapur.
Tiene una longitud de 114 km de este a oeste y 16 km de norte a sur y en él se encuentran muchas pequeñas islas. La frontera de Indonesia y Singapur se encuentra a lo largo de los estrechos. En su orilla norte se encuentra el puerto de Singapur (Keppel Harbour) uno de los mayores del mundo en cuanto a volumen de carga movida anualmente. 
El estrecho se bifurca hacia el sur en los estrechos de Durian y Riau, que atraviesan las islas Riau, de Indonesia. El estrecho de Johor separa la isla de Singapur de la península de Malasia.
La profundidad del estrecho de Singapur define el calado máximo de los buques que pasan por el estrecho de Malaca, y la clase de buques Malaccamax.
El faro Horsburgh, instalado en la isla Pulau Batu o Pedra Blanca, sirve de recalada para cuando se llega desde el este o el norte.

## Delimitación de la IHO
La más alta autoridad internacional en materia de delimitación de mares a efectos de navegación marítima, la Organización Hidrográfica Internacional («International Hydrographic Organization, IHO), considera el estrecho de Singapur como uno de sus mares, que forma parte del conjunto «estrechos de Malaca y Singapur». En su publicación de referencia mundial, «Limits of oceans and seas» (Límites de océanos y mares, 3ª edición de 1953), le asigna el número de identificación 46b y lo define de la forma siguiente:

En el oeste.
 El límite oriental del Estrecho de Malaca [una línea que une Tanjong Piai (Bulus), el extremo sur de la península de Malaca (1°16'N, 103°31'E) y los Hermanos (1°11.5'N, 103°21'E) y desde allí a Klein Karimoen (1°10'N, 103°23.5'E)].
En el este.
 Una línea que une Tanjong Datok, la punta sudeste de Johor (1°22'N, 104°17'E) a través de los arrecifes de Horsburgh hasta Pulo Koko, el extremo nororiental de la isla de Bintan (1°13.5'N, 104°35'E).
En el norte.
 La orilla sur de la isla de Singapur, bajío de Johor y la costa sureste de la península de Malaca.
En el sur.
 Una línea que une Klein Karimoen con Pulo Pemping Besar (1°06.5'N, 103°47.5'E) y desde allí a lo largo de la costa norte de las islas de  Batam y Bintan hasta Pulo Koko.
Limits of oceans and seas, pág. 23.